# Francesco Serantini
Francesco Serantini (Castel Bolognese, 24 settembre 1889 – Faenza, 11 maggio 1978) è stato uno scrittore italiano.

## Biografia
Nato a Castel Bolognese, Serantini si stabilì nella vicina Faenza, dove esercitò la professione di avvocato. Si allontanò dalla città manfreda solo per i suoi viaggi e per andare a caccia. Scrisse il suo primo libro di narrativa a 59 anni. 
Dopo essere andato in pensione, esercitò a tempo pieno l'attività di scrittore. Scrisse quattro romanzi e tre raccolte di racconti. Dei numerosi racconti ed elzeviri pubblicati, oltre trecento, lo scrittore curò una sola pubblicazione, Le nozze dei diavoli (Garzanti, 1957). Una seconda raccolta, Racconti (Bologna, Calderini, 1970) vide la luce grazie a Giovanna Maramotti Bosi. 
Morì a Faenza l'11 maggio 1978.
Fu presidente della giuria del Premio Guidarello dal 1973 alla morte.
Molti suoi articoli ed elzeviri sono conservati nella Biblioteca comunale di Faenza. Per ricordarne la memoria è stato creato nel 1990 il Premio letterario nazionale e biennale "Francesco Serantini", dedicato a temi prevalentemente romagnoli.

## Poetica
In qualità di scrittore, Francesco Serantini ha saputo esprimere l'ethos culturale della Romagna tradizionale, della quale ha narrato, con una grande capacità interpretativa, vicende e personaggi. Di lui scrisse Francesco Fuschini: "Ha rimesso in circolazione la Romagna dei contadini (...), ha creato un impasto linguistico mescolando Stecchetti e Virgilio".
La figura del Passatore, il crudele bandito che sulla metà del 1800 compì numerose e spregiudicate imprese delittuose venendo odiato dalla popolazione, costituì la sua prima occasione di ricerca e di prova letteraria (Fatti memorabili della banda del Passatore in terra di Romagna, 1929). Nell'immediato dopoguerra rielaborò il saggio in chiave narrativa, scrivendo Il fucile di Papa della Genga (1948), opera storico-popolare in cui l'autore ricostruì con commossa e profonda partecipazione umana un episodio legato a quella saga. Il libro ottenne un immediato successo, sancito dal premio Bagutta "Opera prima".. 
Con la successiva prova letteraria, L'osteria del gatto parlante, del 1951, Serantini descrisse vicende pittoresche e avventurose nel contesto della vita di tutti i giorni degli uomini e delle donne della sua terra. L'autore mostrò doti di capacità introspettiva e di rara efficacia descrittiva che gli meritarono il premio Bagutta "Opera principale". Dotato di uno stile incisivo, efficace, mai retorico, ottenne positive recensioni dai critici più autorevoli (Pietro Pancrazi, Emilio Cecchi, Giuseppe De Robertis, Carlo Bo). Di lui scrisse Pancrazi: "Romanziere come mamma lo fece".
Serantini, richiamandosi a volte anche al romagnolo, sua lingua madre, scrisse altri romanzi e numerosi racconti, legati a temi della terra di Romagna.
Addio alle Valli, raccolta postuma di elzeviri e racconti già apparsi su riviste e quotidiani, in particolare su Il Resto del Carlino, è invece incentrata sulla tradizione della caccia nelle aree umide ravennati e ferraresi. L'opera, tra le più suggestive di sempre dedicata alle Valli di Comacchio, è percorsa da un tono elegiaco nei confronti dell'ecosistema della valle, minacciato dall'intervento dell'uomo, alla caccia negli anni Cinquanta-Sessanta di nuove aree produttive. Dall'opera traspare il sentimento di malinconia e di tristezza dell'autore, consapevole che, con lui, se ne andava per sempre l'ambiente naturale e incontaminato in cui era vissuto. Ma emerge anche un Serantini "vario, ricco, godibile goduto da tanti lettori, che riprendeva un'illustre consuetudine letteraria e giornalistica che era di altri della sua generazione o di quella immediatamente precedente: i Moretti, i Bacchelli, i Baldini, i Valgimigli".
L'elzeviro “Cara Romagna”, pubblicato due giorni dopo la morte (il Resto del Carlino, 13 maggio 1978), può essere considerato il suo testamento spirituale.

## Opere
Saggistica
- Fatti memorabili della banda del Passatore in terra di Romagna - Fratelli Lega, Faenza, 1929 (seconda edizione, Il Girasole, Ravenna 1973)

Narrativa
- Il fucile di Papa della Genga - Garzanti, 1948 - Premio Bagutta "Opera prima". Dal romanzo fu tratto un film per la tv Il fucile di Papa della Genga, regia di Alessandro Brissoni, trasmesso dalla Rai nel 1965.
- L'osteria del gatto parlante - Garzanti, 1951 - Premio Bagutta
- I bastardi - Garzanti, 1955
- La casata dei Gobbi - Garzanti, 1958
- Le nozze dei diavoli - Garzanti, 1957 - Raccolta di racconti
- Racconti - Bologna, Calderini, 1970 - Raccolta di racconti
- Addio alle valli (a cura di Walter Della Monica), Il Girasole, 1981 - Raccolta di racconti
- Storie e leggende della vecchia Romagna. Elzeviri e racconti di un grande narratore (a cura di Walter Della Monica), Cesena, Il Ponte Vecchio, 2018